# Kenyentulus kenyanus
Kenyentulus kenyanus är en urinsektsart som först beskrevs av Bruno Condé 1948.  Kenyentulus kenyanus ingår i släktet Kenyentulus och familjen lönntrevfotingar. Inga underarter finns listade i Catalogue of Life.